# Wolfgang Langhoff

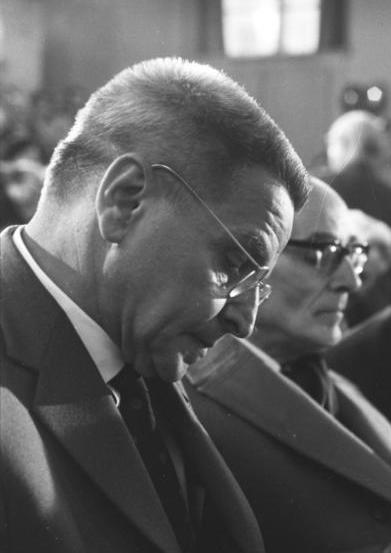
Wolfgang Langhoff, 1962

Wolfgang Langhoff (* 6. Oktober 1901 in Charlottenburg; † 25. August 1966 in Ost-Berlin) war ein deutscher Schauspieler und Regisseur. Von 1946 bis 1963 leitete er das Deutsche Theater Berlin. Er ist der Vater von Thomas und Matthias Langhoff und Großvater der Autorin Anna Langhoff, des Schauspielers Tobias Langhoff und des Regisseurs Lukas Langhoff.

## Leben

### Jugend
Langhoff wurde 1901 in Charlottenburg als eines von vier Kindern des Kaufmanns Gustav Langhoff und dessen Ehefrau Martha Maria geb. Kükenthal in der Uhlandstraße 171/172 geboren, wuchs jedoch in Freiburg im Breisgau auf, wo er auch das Gymnasium besuchte. Von 1915 bis 1917 fuhr er als Matrose zur See, strebte eine Offizierslaufbahn bei der Handelsmarine an. Nach Beendigung des Ersten Weltkriegs hatte er ein erstes Engagement als Statist am Königsberger Theater; dort spielte er schon bald erste Nebenrollen – ohne je eine Schauspielausbildung absolviert zu haben.

### Politisches Engagement, Emigration
1923 machte Langhoff Station am Thalia Theater Hamburg und in Wiesbaden. 1926 heiratete er die Schauspielerin Renata Edwina Malacrida (1906–1963), eine italienische Jüdin. Aus der Ehe gingen die Söhne Thomas (1938–2012) und Matthias (* 1941) hervor. Von 1928 bis 1932 spielte er am Schauspielhaus Düsseldorf bei Louise Dumont und Gustav Lindemann, ab September 1932 bis 28. Februar 1933 an den Städtischen Bühnen Düsseldorf unter Walter Bruno Iltz. Langhoff engagierte sich in dieser Zeit intensiv für die KPD, war der künstlerische Leiter der 1930 gegründeten Agitprop-Truppe „Nordwest-ran“, die u. a. auf Gewerkschaftsveranstaltungen auftrat, und war Mitglied der Düsseldorfer Gruppe Assoziation revolutionärer bildender Künstler, kurz „ASSO“
Am 28. Februar 1933 wurde Langhoff von der Gestapo verhaftet und zunächst im Düsseldorfer Polizeigefängnis inhaftiert, wo er schwerer Folter durch die SA ausgesetzt war. Wenige Tage später wurde er in das Düsseldorfer Zuchthaus Ulmer Höh verlegt. Im Juli 1933 wurde er ins KZ Börgermoor im Emsland verbracht. Dort überarbeitete er im August 1933 einen Text von Johann Esser zum später weltberühmt gewordenen Moorsoldaten-Lied. Die Melodie komponierte der Mithäftling Rudi Goguel. Nach der Verlegung ins KZ Lichtenburg erfolgte 1934 die Entlassung Langhoffs im Rahmen der so genannten Osteramnestie. Insgesamt war Langhoff 13 Monate in Haft und Konzentrationslagern. Drei Monate später – im Juni desselben Jahres – floh er in die Schweiz, kurz vor Schließung der Grenze. Am Schauspielhaus Zürich fand er Unterkunft und Arbeit als Regisseur und Schauspieler. 1935 wurde der autobiographische Bericht Die Moorsoldaten. 13 Monate Konzentrationslager veröffentlicht, der nach der Übersetzung durch Lilo Linke ins Englische weltweit Beachtung fand als eine der ersten Augenzeugenschilderungen der Brutalität in den Konzentrationslagern des NS-Staates. Langhoff war Gründungsmitglied der Bewegung Freies Deutschland in der Schweiz.
Er gehörte zu den 18 Künstlern, die in der im Juni 1939 erstellten geheimen Materialsammlung des Reichssicherheitshauptamts Erfassung führender Männer der Systemzeit aufgeführt sind.

### Intendanz
1945 kehrte Langhoff nach Deutschland zurück und wurde Generalintendant des Düsseldorfer Schauspielhauses. 1946 übernahm er das Deutsche Theater in Ost-Berlin von Gustav von Wangenheim, dort feierte er auch Erfolge als Regisseur. Nach seinem Umzug in die Sowjetische Besatzungszone war Langhoff für den Kulturbund Mitglied im 2. Deutschen Volksrat. Zudem spielte er eine wichtige Rolle in der Kulturpolitik der DDR, war unter anderem Mitglied der Akademie der Künste. 1959 wurde er Präsident des DDR-Zentrums des Internationalen Theaterinstituts der UNESCO. Doch schon bald kam es zur ersten Auseinandersetzung mit der Kulturkommission des ZK der SED. Man warf ihm mangelnde Umsetzung des Sozialistischen Realismus vor, kritisierte seine Spielpläne. 1963 trat er im Zusammenhang mit der Auseinandersetzung um das von ihm inszenierte Stück Die Sorgen und die Macht von Peter Hacks zurück, Wolfgang Heinz wurde sein Nachfolger. Langhoff blieb dem Deutschen Theater jedoch bis zu seinem Lebensende verbunden und führte dort weiterhin Regie. 1964 wurde er zum Ehrenmitglied des Theaters ernannt, 1966 starb er im Alter von 64 Jahren an Krebs. Langhoff wurde auf dem Berliner Dorotheenstädtischen Friedhof beigesetzt. Der Lyriker Jens Gerlach widmete ihm in „Dorotheenstädtische Monologe“ ein Gedicht.
1991 übernahm Langhoffs Sohn Thomas Langhoff den Posten des Intendanten des Deutschen Theaters.

## Arbeit

### Vollständiges Verzeichnis der Rollen, Inszenierungen und Rezitationen
- Winrich Meiszies (Hrsg.): Wolfgang Langhoff – Theater für ein gutes Deutschland. Düsseldorf – Zürich – Berlin 1901–1966. Düsseldorf 1992, S. 176–195.

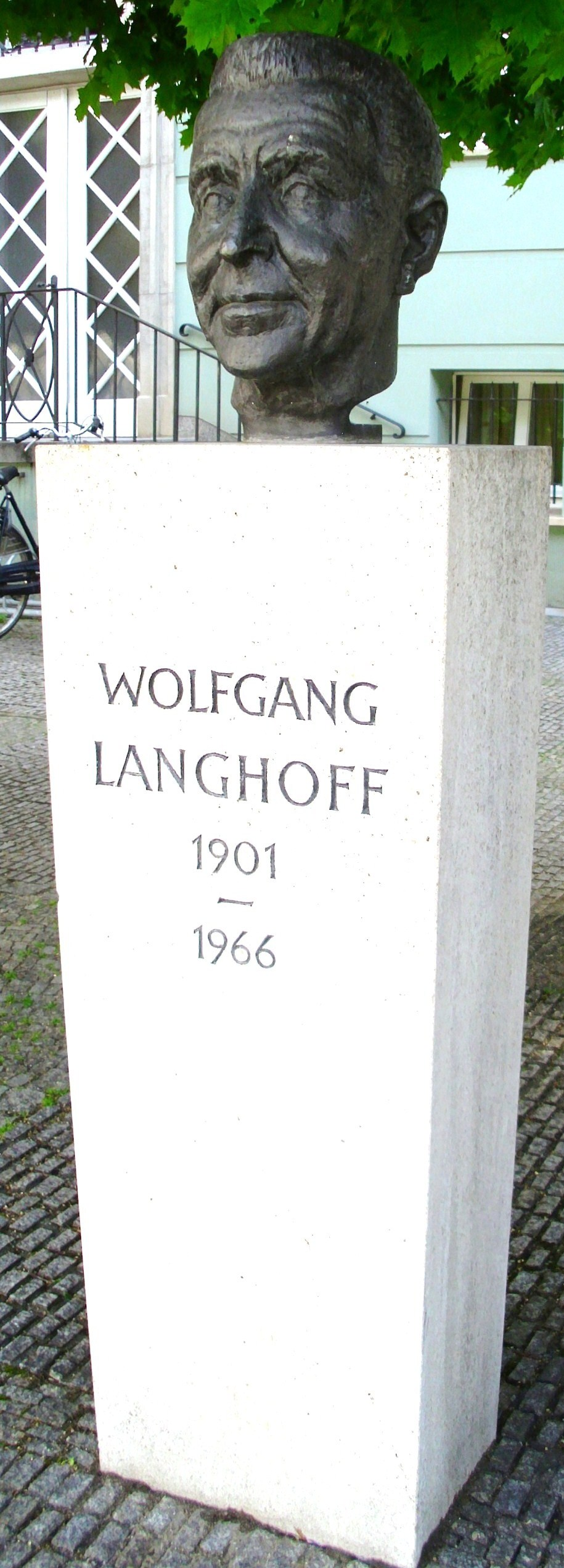
Wolfgang Langhoff Büste vor dem Deutschen Theater Berlin

### Wichtige Rollen

#### Schauspielhaus Zürich
- Titelrolle in Ibsens Peer Gynt, Regie: Leopold Lindtberg (1936)
- Hektor in Shakespeares Troilus und Cressida, Regie: Oskar Wälterlin (1938)
- Franz Moor in Schillers Die Räuber, Regie: Leopold Lindtberg (1939)

#### Deutsches Theater Berlin
- Mephisto in Goethes Faust, Regie: Wolfgang Langhoff (1949 und 1954)
- Werschinin in Tschechows Drei Schwestern, Regie: Heinz Hilpert (1958)
- Octavio Piccolomini in Schillers Wallenstein, Regie: Karl Paryla (1959)

### Langhoff als Regisseur

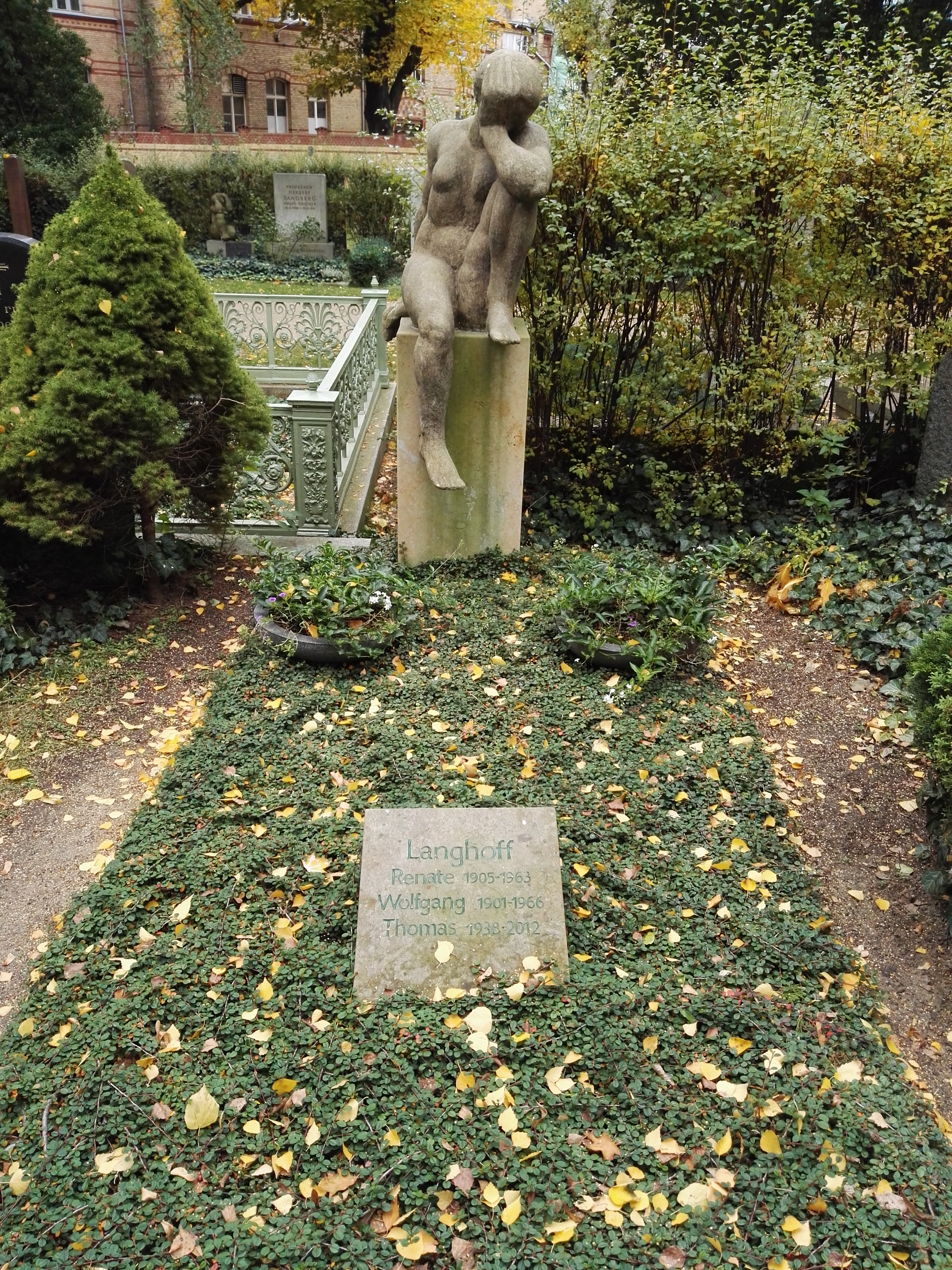
Grab von Wolfgang Langhoff auf dem Dorotheenstädtischen Friedhof in Berlin (2016)

Langhoffs Klassikerinszenierungen am Deutschen Theater begründeten seinen Ruhm als Regisseur: „Der Text stand für ihn stets im Mittelpunkt, er fühlte sich der Vorlage verpflichtet. Seine Arbeit orientierte sich dabei stark an der Theorie Stanislawskis, erst in späten Jahren entwickelte er eine gewisse Distanz zu den von ihm inszenierten Stücken, näherte sich – freilich in Maßen – an Brecht an.“
Meilensteine seiner Laufbahn waren Faust (1949 und 1954), Egmont (1951), Don Carlos (1952), König Lear (1957) sowie Minna von Barnhelm (1960). Letztere Inszenierung mit Käthe Reichel in der Hauptrolle muss wohl aus heutiger Sicht als Langhoffs wichtigste gelten, sie beeinflusste viele junge Regisseure.

### Langhoff als Intendant
Nicht nur Klassiker standen auf dem Spielplan des Deutschen Theaters, Langhoff förderte durchaus auch zeitgenössische Dramatik, spielte sowjetische Stücke wie Die russische Frage von Konstantin Simonow – die Inszenierung dieses Stücks führte 1947 zur endgültigen Spaltung der Berliner Theaterlandschaft in Ost und West, wirft es doch der amerikanischen Presse die Manipulation der öffentlichen Meinung vor. In den sechziger Jahren verwahrte sich Langhoff zunehmend gegen einseitige Propaganda, weigerte sich, viele Stücke auf den Spielplan zu setzen. Einer offenen Konfrontation mit der ZK-Kulturkommission wich er jedoch wiederholt aus, gab nur zu oft nach, etwa im Falle einer Einladung Heinz Hilperts in die DDR, die er nicht persönlich auszusprechen wagte.
Chefdramaturg Langhoffs war lange Jahre Heinar Kipphardt, 1960 wurde Peter Hacks mit Unterstützung Kipphardts Dramaturg bei Langhoff (bis zum Skandal um das Stück Die Sorgen und die Macht 1963). Das Ensemble des Deutschen Theaters bestand aus Ernst Busch, Horst Drinda, Mathilde Danegger, Rudolf Wessely, Karl Paryla, Käthe Reichel, Inge Keller.
Nach der Rückkehr aus dem Exil arbeiteten Bertolt Brecht und Helene Weigel mit ihrem Ensemble zunächst an Langhoffs Haus, ehe sie 1954 ins Theater am Schiffbauerdamm umziehen konnten.
Langhoff hatte ab 1964 eine Lebenspartnerschaft mit Lis Bertram-Ehmsen.

## Filmografie
- 1956: Genesung
- 1958: Das Lied der Matrosen
- 1958: Die kleinen Füchse (TV)
- 1962: Tabak
- 1962: Vor Sonnenuntergang (TV)
- 1965: Die Abenteuer des Werner Holt
- 1965: Wolf unter Wölfen (TV-Mehrteiler)
- 1965: Die Insel (TV-Serie)

## Theater

### Regie
- 1948: Wsewolod Wischnewski: Optimistische Tragödie ( Haus der Kultur der Sowjetunion)
- 1948: William Shakespeare: Maß für Maß (Deutsches Theater Berlin – Kammerspiele)
- 1949: Johann Wolfgang von Goethe: Faust. Eine Tragödie (auch Rolle als Mephisto) (Deutsches Theater Berlin)
- 1949: Friedrich Wolf: Tai Yang erwacht (Deutsches Theater Berlin)
- 1950: Ernst Fischer: Der große Verrat (Deutsches Theater Berlin)
- 1950: Nikolai Gogol: Der Revisor (Deutsches Theater Berlin)
- 1951: Johann Wolfgang von Goethe: Egmont (Deutsches Theater Berlin)
- 1951: Juri Burjakowski: Julius Fucik (Deutsches Theater Berlin)
- 1952: Friedrich Schiller: Don Carlos (Deutsches Theater Berlin)
- 1953: Roger Vailland: Colonel Foster ist schuldig – Regie mit Herwart Grosse (Deutsches Theater Berlin – Kammerspiele)
- 1953: Friedrich Wolf: Thomas Müntzer, der Mann mit der Regenbogenfahne (auch Rolle als Thomas Müntzer) (Deutsches Theater Berlin)
- 1953: Harald Hauser: Prozeß Wedding (Deutsches Theater Berlin)
- 1955: Johann Wolfgang von Goethe: Faust. Der Tragödie erster Teil (Deutsches Theater Berlin)
- 1957: William Shakespeare: König Lear (Deutsches Theater Berlin)
- 1962: Friedrich Schiller: Wilhelm Tell (Deutsches Theater Berlin)
- 1962: Saul O’Hara: Inspektor Campbells letzter Fall – Regie mit Lothar Bellag (Deutsches Theater Berlin – Kammerspiele)
- 1962: Peter Hacks: Die Sorgen und die Macht (Deutsches Theater Berlin)
- 1963: Johann Wolfgang von Goethe: Iphigenie auf Tauris (König Thoas) (Deutsches Theater Berlin)

### Darsteller
- 1958: Anton Tschechow: Drei Schwestern (Werschinin) – Regie: Heinz Hilpert (Deutsches Theater Berlin)
- 1964: Carl Sternheim: 1913 (Christian Maske) – Regie: Fritz Bornemann (Deutsches Theater Berlin – Kammerspiele)

## Hörspiele
- 1948: George Bernard Shaw: Der Kaiser von Amerika – Regie: Alfred Braun (Berliner Rundfunk)
- 1950: Maximilian Scheer: Paris, den 28. April – Regie: Werner Stewe (Berliner Rundfunk)
- 1951: Walentina Ljubimowa: Schneeball (Снежок) – Regie: Werner Stewe (Berliner Rundfunk)
- 1951: Werner Stewe: Deine Freunde sind mit Dir – Regie: Gottfried Herrmann (Hörspiel – Berliner Rundfunk)
- 1951: Georg Kaiser: Amphitryon (Amphitryon und Zeus) – Regie: Werner Stewe (Hörspiel – Berliner Rundfunk)
- 1951: Egon Erwin Kisch: Landung verboten – Regie: Werner Stewe (Berliner Rundfunk)
- 1951: Maximilian Scheer: „Todeshandel“ oder „Mut zur Freiheit“ – Regie: Werner Stewe (Berliner Rundfunk)
- 1951: Karl Georg Egel: Das Lied von Helgoland – Regie: Gottfried Herrmann (Berliner Rundfunk)
- 1951: Friedrich Karl Kaul: Funkhaus Masurenalle (Dr. Kaul) – Regie: Gottfried Herrmann (Berliner Rundfunk)
- 1951: Oleksandr Kornijtschuk: Der Chirurg – Regie. Werner Stewe (Berliner Rundfunk)
- 1951: Marija Prileschajewa: Deine Freunde sind mit Dir (С тобой товарищи) (Rolle: Wedenejew) – Regie: Gottfried Herrmann (Berliner Rundfunk)
- 1952: Albert Maltz: Der Fall Morrison – Regie (Berliner Rundfunk)
- 1952: Hans A. Joachim: Die Stimme Victor Hugos (Alexej Tolstoi) – Regie: Herwart Grosse (Literarische Hörfolge – Berliner Rundfunk)
- 1953: Hedda Zinner: General Landt – Regie: Hedda Zinner (Berliner Rundfunk)
- 1957: Lion Feuchtwanger: Der Teufel in Boston (Pfarrer Mather) – Regie: Wolfgang Heinz (Rundfunk der DDR)
- 2002: Marianne Weil/Stefan Dutt: Legionäre, Guerilleros, Saboteure – Regie: Marianne Weil/Stefan Dutt (Ein sozialistisches Gesamthörspiel – DLR)

## Veröffentlichungen
- Die Moorsoldaten — 13 Monate Konzentrationslager. Unpolitischer Tatsachenbericht. Schweizer Spiegel Verlag, Zürich 1935. (Viele weitere Ausgaben) DNB 1200906438

## Biographie
- Esther Slevogt: Den Kommunismus mit der Seele suchen: Wolfgang Langhoff – ein deutsches Künstlerleben im 20. Jahrhundert. Kiepenheuer & Witsch, Köln 2011, ISBN 3-462-04079-0

## Bibliographie
- Winrich Meiszies (Hrsg.): Wolfgang Langhoff – Theater für ein gutes Deutschland. Düsseldorf – Zürich – Berlin 1901–1966. Düsseldorf 1992, S. 196–202.

## Dokumentarfilme
- Ullrich H. Kasten: Hoffnung – ein deutscher Winterstern: Die Langhoffs. Cinetec Film GmbH und Rundfunk Berlin-Brandenburg rbb, 2004.